# Espadamala de Dalt
Espadamala de Dalt és una masia del municipi de Torelló (Osona) inclosa en l'Inventari del Patrimoni Arquitectònic Català.

## Descripció
La masia és de planta rectangular construïda damunt la pedra i coberta a dues vessants amb el carener perpendicular a la façana la qual és orientada a llevant. El portal és adovellat i uns carreus rectangulars l'uneixen a la finestra central, la qual presenta motllures. A la mateixa façana hi ha dues finestres conopials. La planta baixa es troba molt deteriorada. La finestra central del segon pis presenta un escut i la de la part esquerra una motllura gòtica. L'era del davant de la casa és de pedra viva. A ponent també hi ha finestres de tipus conopial. La façana i la part posterior són arrebossades, mentre que les parets laterals són de tàpia. L'estat de conservació és mitjà.

## Història
Les primeres notícies d'Espadamala de Dalt daten del segle xiv, mentre que es tenen notícies d'Espadamala de Baix des del segle xii. Aquest mas es troba registrat en el fogatge de 1553 de la parròquia i terme de Sant Feliu. Habitava el mas un tal Loys Carrera. Va ser la casa pairal dels Carrera fins que es va vendre el 1978.